# Tuc des Tres Corets
El Tuc des Tres Corets és una muntanya de 1.950 metres que es troba entre els municipis de Les, a la comarca de la Vall d'Aran i França.